# Hasengasse
Die Hasengasse befindet sich im 10. Wiener Gemeindebezirk, Favoriten. Sie wurde 1862 nach auf diesem Gebiet noch bis 1850 stattfindenden Hasenjagden auf dem sogenannten Hasenfeld benannt. Die Gegend war 1850 nach Wien eingemeindet worden, gehörte bis 1862 zum 4. Bezirk, Wieden, und 1862–1874 zum damals neu errichteten 5. Bezirk, Margareten. 1874 wurde sie in den neuen 10. Bezirk eingegliedert.

## Lage und Charakteristik
Die Hasengasse erstreckt sich am Fuße des Wienerbergs von der Laxenburger Straße im Osten geradlinig zehn Häuserblöcke lang bis zur Sonnleithnergasse im Westen. Die Gasse, die etwa parallel zur Gudrunstraße, meist einen Häuserblock nördlich dieser, verläuft und in der keine öffentlichen Verkehrsmittel unterwegs sind, wird als Einbahnstraße geführt.
Die dicht verbaute Hasengasse mit Wohnhäusern, errichtet ab dem Ende des 19. Jahrhunderts, berührt die Grünanlage des Waldmüllerparks, wo sich einst der Katholische Friedhof Matzleinsdorf außerhalb der Matzleinsdorfer Linie befand. Eine gewisse Bekanntheit erlangte die Hasengasse als Schauplatz der Fernsehserie „Ein echter Wiener geht nicht unter“ (1975–1979).

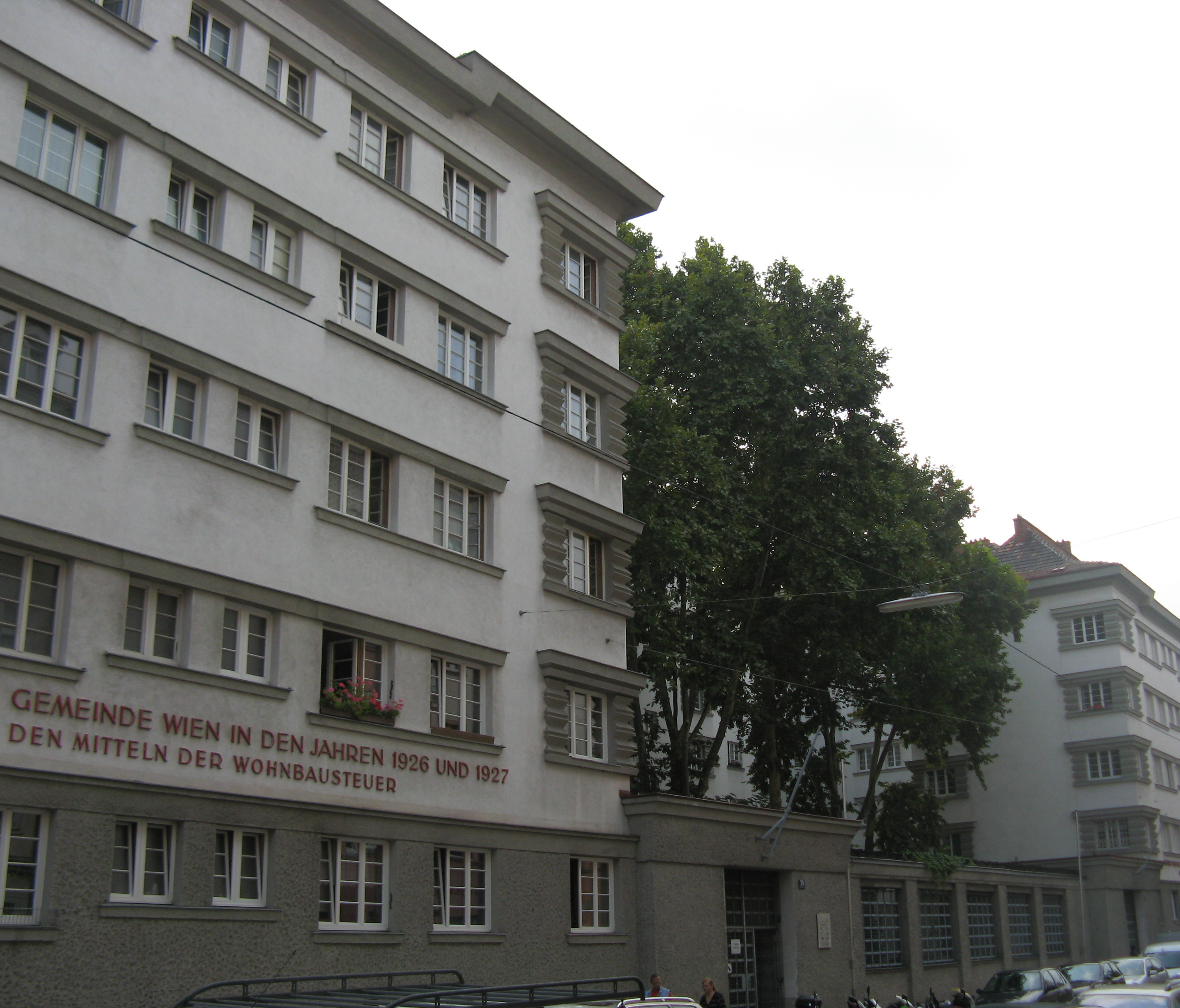
Wohnhausanlage Hasengasse 35–37

## Gebäude

### Nr. 35–37: Städtische Wohnhausanlage
Zwischen Herzgasse und Neilreichgasse befindet sich eine städtische Wohnhausanlage, die 1926 nach Plänen von Georg Rupprecht errichtet wurde. Die Anlage besteht aus einer u-förmigen Verbauung um einen breiten Straßenhof an der Hasengasse mit niedrigem Tortrakt. Horizontale Putz- und Klinkerstreifen sowie Gesimse betonen den blockhaften Charakter des Bauwerks, während Eckfenster zur Dynamisierung der Fassaden beitragen. Die einzelnen Bauteile sind abgestuft unterschiedlich hoch, der Haupttrakt umfasst sechs Geschoße. Im Hof sind originale Laternenpfeiler und Torgitter erhalten. Insgesamt befinden sich 176 Wohnungen in der Anlage. Eine Gedenktafel aus dem Jahr 1952 erinnert an die Widerstandskämpfer Franz Kalis, Karl Kriwanek und Johann Sokopp.

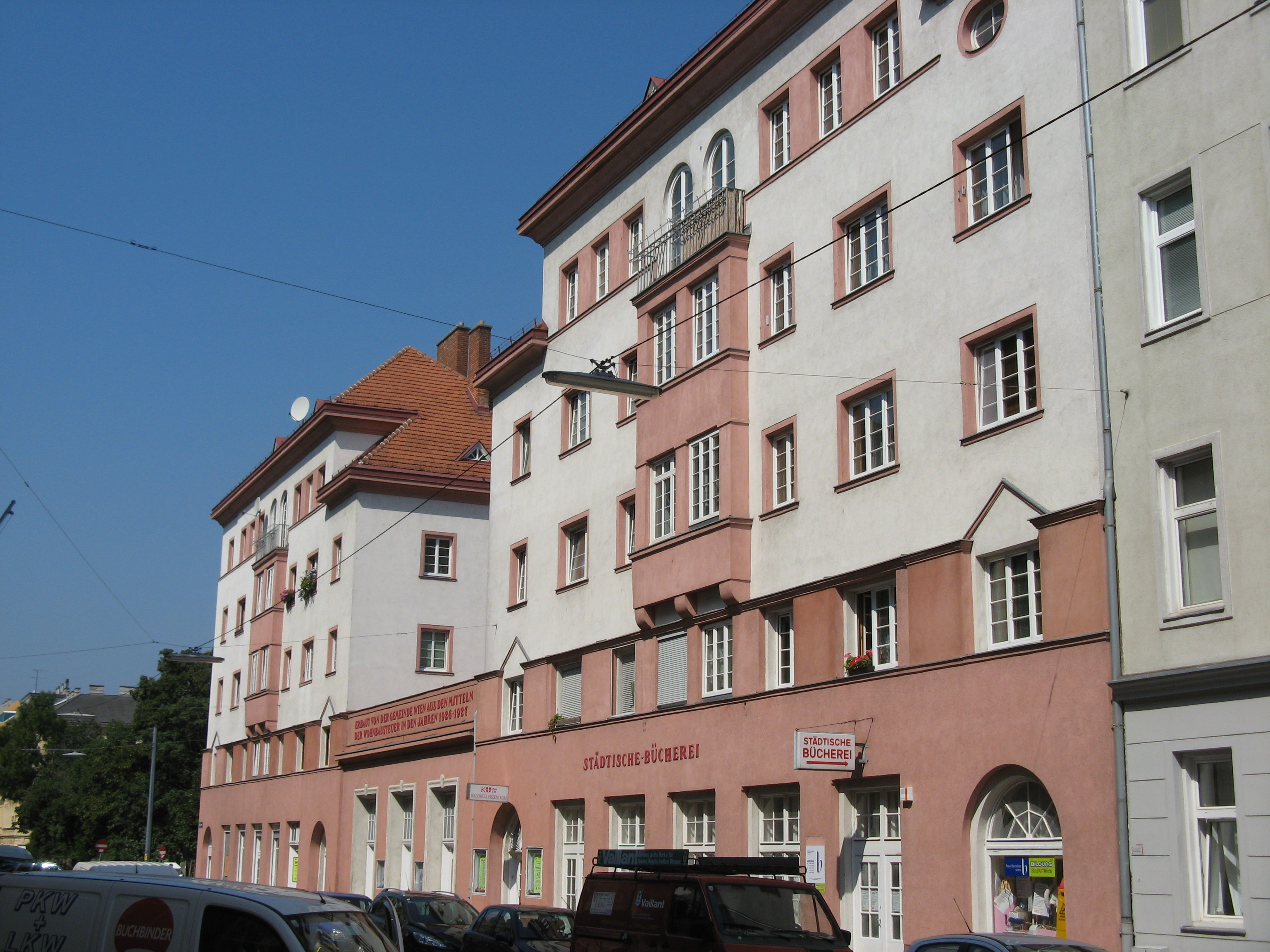
Pölzerhof, Fassade Hasengasse

### Nr. 38–42: Pölzerhof
Gegenüber der oben erwähnten Wohnhausanliege liegt zwischen Dampfgasse und Hasengasse die städtische Wohnhausanlage Pölzerhof. Sie wurde zur gleichen Zeit 1926–1927 nach Plänen von Hugo Mayer errichtet. Die 103 Wohnungen umfassende Anlage besteht aus einer Blockrandverbauung um einen kleinen Innenhof, während an der Hasengasse ein niedriger eingeschoßiger Bauteil die Fassade öffnet. Hier befindet sich das Waldmüllerzentrum, in dem Ausstellungen des Favoritner Bezirksmuseums und Konzerte stattfinden, sowie eine Filiale der Büchereien Wien.